# Lenny Den Dooven
Lenny Den Dooven (* 19. März 2004 in München) ist ein deutscher Filmschauspieler und Kinderdarsteller.    

## Leben
Den Dooven machte erstmals in dem Melodram nach einer wahren Geschichte Tsunami – Das Leben danach von 2012 auf sich aufmerksam, wo er „Mika Cramer“ verkörperte, Sohn der von Veronica Ferres gespielten „Billi Cramer-Schäffer“. Im selben Jahr wirkte er in dem Fernsehdrama Jeder Tag zählt zusammen mit seinem älteren Bruder Elias mit. In dem 2013 erschienenen Kinofilm Fack ju Göhte war er ebenfalls in einer kleineren Rolle als „Robin“ zu sehen. Ebenso stand Den Dooven in der Filmkomödie Verrückt nach Fixi von 2016 als „Felix Bender“ auf der Besetzungsliste.

## Filmografie
- 2012: Tsunami – Das Leben danach (Fernsehfilm)
- 2012: Jeder Tag zählt
- 2013: Die Chefin (Fernsehserie, Folge 3x04: Versprechen)
- 2013: Fack ju Göhte
- 2014: Julia und der Offizier (Fernsehfilm)
- 2014: Jeanne (Kurzfilm)
- 2016: Hubert ohne Staller (Fernsehserie, Folge 5x13: Schwer erziehbar)
- 2016: Verrückt nach Fixi
- 2016: Willkommen bei den Hartmanns
- 2017: SOKO München (Fernsehserie, Folge 43x16: Machtlos)
- 2019: Die Bergretter (Fernsehserie, Folge 11x1: Wiedersehen)
- 2021: Der Bergdoktor (Fernsehserie, Folge 14x1: Aus Mut gemacht)
- 2021: Tatort: Wo ist Mike?
- 2025: Lena Lorenz: Überväter (Fernsehreihe)